# Akrylamid
Akrylamid (systematický název prop-2-enamid) je organický amid, za běžných podmínek bílá krystalická látka bez vůně. Akrylamid je dobře rozpustný ve vodě, v ethanolu a v dalších polárních rozpouštědlech, je amidem kyseliny akrylové.
Obsah akrylamidu v potravinách se sleduje od roku 2002, kdy švédští vědci zjistili vysoký obsah akrylamidu u některých smažených a pečených škrobnatých potravin. Ve stejném roce Centrum pro vědu prokázalo vysoký obsah akrylamidu ve smažených hranolcích, bramborových lupíncích a ve snídaňových cereáliích. V roce 2013 Úřad pro kontrolu potravin a léčiv (FDA) vydal varování pro spotřebitele o akrylamidu v běžně se vyskytujících potravinách a dále vydal tipy doporučující se vyhýbat určitým druhům kuchyňské přípravy, při kterých ve velkém množství vzniká akrylamid.
Vzhledem ke svým neurotoxickým a potenciálně karcinogenním účinkům představuje zdravotní riziko pro člověka. Akrylamid vzniká už při teplotách nad 100 °C a to hlavně během pečení, smažení a grilování, ale i přípravy jídla v mikrovlnné troubě. Je snaha o snížení obsahu akrylamidu v potravinách během produkce, například pomocí vakuového smažení při nižších teplotách. Mezi rizikové potraviny patří smažené bramborové lupínky, hranolky, sušenky a krekry.

## Historie akrylamidu
Akrylamid je průmyslový monomer, který je komerčně využívaný od roku 1950. Patří mezi substituované nenasycené uhlovodíky, které byly testovány z důvodu karcinogenity na pokusných zvířatech na počátku 1970. Na počátku 90. let minulého století byl akrylamid vyráběn ve velkém množství každoročně v Japonsku, v USA a v Evropě. Polyakrylamid vyrobený z akrylamidu se především využívá jako flokulant během čištění odpadních vod. V roce 1994 byl akrylamid klasifikován Mezinárodní agenturou pro výzkum rakoviny (IARC – International Agency for Research on Cancer) jako pravděpodobný lidský karcinogen a zařazen do skupiny 2A. V roce 2002 švédský Národní výbor pro potraviny a vědci ze Stockholmské univerzity zveřejnili výsledky o obsahu akrylamidu v tepelně zpracovaných potravinách.

## Využití a rizika
Akrylamid je používán v papírenském, stavebním, metalurgickém nebo textilním průmyslu, které také mohou být zdrojem znečištění životního prostředí. Je běžnou součástí cigaretového kouře a vzniká také jako nežádoucí produkt při tepelné úpravě potravin. Je základem polyakrylamidového gelu využívaného pro dělení proteinů v molekulární biologii. Monomer akrylamidu je využívaný jako tmel při výstavbě tunelů a přehrad. Polyakrylamid vyrobený z akrylamidu se především využívá jako flokulant během čištění odpadních vod.
Akrylamid působí negativně na nervový systém, může způsobit malátnost, halucinace nebo necitlivost periferních částí těla a ataxie. Je klasifikován IARC jako pravděpodobný karcinogen pro člověka (kategorie 2A). Je také prokázaný mutagen, a pro tyto nebezpečné vlastnosti byl v březnu 2010 zařazen Evropskou agenturou pro chemické látky na seznam látek vzbuzujících mimořádné obavy. Zbytkový monomer akrylamidu je sledován kvůli svým nežádoucím účinkům v pitné vodě s limitem 0,1 μg/l (platí i v EU).

## Cesty vstupu do lidského organismu
Cesty vstupu: experimentálně rakovinu navozující cesty expozice u potkanů a myší zahrnují podávání akrylamidu v pitné vodě, intraperitoneální injekce a lokální aplikace. U lidí se dostává během každodenní činnosti a práce přes kůži, sliznice, plícemi a trávicím traktem. Primární profesní expozice zahrnuje kontakt s kůží a vstup prostřednictvím inhalovaného prachu a par.

## Výskyt akrylamidu v potravinách a jiných výrobcích
Akrylamid vzniká při tepelném zpracování (smažení, pečení, pražení) potravin bohatých na škrob, jako jsou například brambůrky, hranolky, cereálie, kůrky pečiva, nebo pražená káva. Dále můžeme akrylamid najít například i v pitné vodě a cigaretách.
Akrylamid vzniká Maillardovou reakcí, což je reakce aminokyselin s redukujícími sacharidy. Konkrétně se jedná o reakci aminokyseliny asparaginu s glukózou. Ke vzniku dochází při teplotě vyšší než 120 °C. Při této reakci dále vznikají důležité senzoricky žádoucí sloučeniny, které dodávají produktům charakteristické zbarvení, chuť a vůni.
Tvorba akrylamidu a jeho množství v potravině však závisí na mnoha faktorech, především na složení potraviny, teplotě a době úpravy, způsobu skladování či pH.
Doporučuje se při tepelném zpracování potravin používat nižší teplota úpravy po delší dobu, tak, aby finální výrobky měly světlou, zlatavou barvu.
Na celkové riziko negativního účinku akrylamidu na lidský organismus pak má vliv jak technologie přípravy pokrmů, tak zkonzumované množství a samozřejmě další složky stravy, například zelenina a ovoce.
Pro člověka je zdraví ohrožující dávka 16 µg/kg tělesné hmotnosti/den. Bramborové lupínky obsahují 980 µg AA/kg, hranolky 410 µg AA/kg a pečený chléb 160 µg AA/kg potraviny. Nejvíce se na denním příjmu podílejí smažené hranolky (16–30 %), bramborové lupínky (6–46 %), káva (13–39 %) a chléb (10–30 %). 
Obsah akrylamidu v potravinách lze během přípravy snížit. Mezi doporučení patří snížení teploty během přípravy. Při pečení v troubě s cirkulací vzduchu by měly dosahovat maxima 180 °C, bez cirkulace 200 °C a ve fritéze by teplota neměla překročit 175 °C. Dále by se při opékání měla sledovat barva na povrchu potravin, aby nebyla příliš tmavá, naopak by měla dosahovat zlatohnědého odstínu.
Potraviny nejsou jediným zdrojem expozice akrylamidu. Je totiž obsažen v tabákovém kouři, jedna cigareta obsahuje 679,3 ng akrylamidu. U kuřáků je kouř z cigaret významnějším zdrojem než potraviny, riziko představuje ale i pro nekuřáky prostřednictvím pasivního kouření.

## Rady pro snižování akrylamidu v potravinách
Hlavní mechanismus vzniku akrylamidu v potravinách je Maillardova reakce mezi redukujícími sacharidy a asparaginem. Ve skutečnosti nejen redukující sacharidy, ale také karbonylové sloučeniny mohou hrát roli v tvorbě akrylamidu. Existují i jiné cesty nevyžadující asparagin jako je akrolein a kyselina akrylová. Maillardova reakce je v mnoha procesech tepelné úpravy potravin převládající chemický proces určující barvu, chuť a texturu tepelně upravovaných potravin. Samotný proces vaření, pečení, smažení a ohřívání v mikrovlnné troubě stejně jako teplota úpravy mají omezený vliv na konečný obsah akrylamidu. Klíčovou roli při vzniku akrylamidu zde hraje kombinace teploty a doba ohřevu, na kterou je výrobek vystaven. Dále při vzniku akrylamidu v potravině hraje roli aktivita vody (0,3–0,7), pH (9–10) a způsob skladování dané potraviny. U některých typů produktů bylo zjištěno, že akrylamid se během skladování snižuje. Tento jev byl pozorován u balené pražené kávy.
Proces snižování tvorby akrylamidu může mít vliv na výživovou kvalitu (např. snížená biologická dostupnost živin, změna chuti a struktury) a bezpečnost potravin (např. nedostatečné snížení mikrobiální zátěže, rozklad přírodních toxinů nebo neúmyslné tvorby jiných nežádoucích látek). Proces snižování akrylamidu může také vést ke ztrátě užitečných sloučenin, o kterých je známo, že mají ochranné zdravotní účinky, např. antioxidanty. Smažení brambor při nižších teplotách po delší dobu přispívá ke snižování obsahu akrylamidu, smažení však vyžaduje delší dobu, což přispívá ke zvýšení obsahu tuku v konečném výrobku. Nadměrné blanšírování má za následek ztrátu minerálních látek a vitaminů. Obsah akrylamidu v potravinách lze snížit také použitím bílé mouky místo mouky celozrnné. Dále výměna kypřícího prášku hydrogenuhličitanu amonného za hydrogenuhličitan sodný pomáhá snižovat obsah akrylamidu, ale zvyšuje se tímto obsah sodíku ve výsledném produktu. Zvýšený příjem sodíku zvyšuje potenciální riziko kardiovaskulárního onemocnění, které převyšuje riziko expozice akrylamidu. Je tedy nutné při uvažování o snižování akrylamidu v potravinách porovnat výhody i nevýhody.
Při snižování akrylamidu ve vybraných produktech je potřeba se zaměřit na suroviny, přidávané složky, zpracování potravin a jejich tepelnou úpravu. V následujících odstavcích budou uvedené rady pro snižování akrylamidu v potravinách zaměřené hlavně na spotřebitele.

### Bramborové výrobky
Výrobky z brambor při smažení připravujte při maximální teplotě 175 °C a smažte je jen do zlatavé barvy. Při přípravě malého množství zkraťte dobu smažení. Ke smažení bramborových výrobků vybírejte pouze brambory obsahující nízký obsah cukru, tzn. skladujte je v prostředí s teplotou nad 6 °C. Snažte se zabránit klíčení uskladněných brambor pomocí přípravku chlorpropham (CIPC) nebo pomocí podobných látek. Připravujte hruběji nakrájené hranolky, které obsahují nižší množství akrylamidu než tence nakrájené plátky hranolků. K omezení množství redukujících cukrů před smažením je nejdůležitější způsob blanšírovat bramborové hranolky ve vodě. Přímo po blanšírování je velmi efektivní pro snížení množství akrylamidu v hotovém výrobku přidat difosforečnan sodný (E450), který v tomto případě pomáhá regulovat kyselost.
Použití koření může nejen zlepšit chuť konečného výrobku, ale také vynahradit světlejší barvu. Snížení akrylamidu v konečném produktu můžete také promýváním bramborových lupínků v teplé až horké vodě k odstranění přebytečných cukrů. Vhodné je brambory řádně oškrábat, protože redukující cukry se často nacházejí těsně pod slupkou brambor. Při fritování je důležité dosáhnout u konečného výrobku žlutozlaté barvy. Důležité je také vytřídění ztmavlých kousků.

### Cereální výrobky
V bílém chlebu je většinou naměřený nízký obsah akrylamidu, je proto důležité péct chléb jen do světle zlatavé barvy. Při používání kypřících látek během pečení sladkých sušenek pomáhá nahrazení hydrogenuhličitanu amonného (jeho alternativy jsou uhličitan draselný s vinanem draselným, difosforečnan sodný s hydrogenuhličitanem sodným). Bylo prokázané, že tvorbu akrylamidu snižuje přídavek vápenatých solí. Ve výrobcích jako je perník by fruktóza měla být nahrazena glukózou. Používané by tedy měly být glukózové sirupy s nízkým obsahem fruktózy. Čím menší množství celozrnné mouky použijeme, tím méně se tvoří akrylamid. Je doporučeno pečení při nižší teplotě po delší dobu. Teplotu a dobu během pečení nastavujte tak, aby se zabránilo nadměrnému zhnědnutí kůrky. Dané doporučení pro snižování akrylamidu může mít dopad na výsledné vlastnosti hotového výrobku, jako je menší množství těsta, struktura nebo chuť. Pokud použijete jako alternativu sodné soli, je potřeba si dát pozor na vysoký obsah sodíku v hotovém výrobku. Výsledný produkt může mít také světlejší barvu. Důležité je, aby výsledný výrobek nebyl nedopečený, aby při skladování nezpůsoboval mikrobiologické problémy.

### Káva
Při přípravě kávy typickým kávovarem se akrylamid přesouvá do nápoje téměř kompletně. Koncentrace akrylamidu v šálku pražené a rozpustné kávy je podobný. Při přípravě espressa se akrylamid přenáší do nápoje pomaleji z důvodu určitých podmínek extrakce. Barva je důležitým ukazatelem stupně pražení a souvisí s organoleptickými vlastnostmi produktu. Tmavší pražené kávy mají méně akrylamidu než lehce pražené kávy.

## Nádorové onemocnění a neurotoxicita
Mezinárodní agentura pro výzkum rakoviny (IARC) klasifikuje akrylamid jako látku pravděpodobně karcinogenní pro člověka (kategorie 2A). U potkanů a myší byl v laboratorních podmínkách akrylamid spojen s výskytem nádoru nadledvin, mezoteliomu ve varlatech, adenomu v hypofýze a prsní žláze, adenokarcinomů klitorisu, dělohy a štítné žlázy, karcinomu kůže a adenomu plic.
I když výzkumy nepotvrzují přímou spojitost akrylamidu s rakovinou u člověka, tak akrylamid je prokázaným neurotoxinem. V závislosti na dávce a expozici může poškodit samčí pohlavní žlázy, kůži i oči. Dále může díky nadměrnému příjmu akrylamidu dochází k inkontinenci moči, necitlivosti a oslabení v nohou, rukou a podráždění sliznic. Běžné symptomy při nadměrné expozici akrylamidu v pracovním prostředí jsou podle Národní ústavu pro bezpečnost a ochranu zdraví při práci (NIOSH) podráždění oči a kůže, ataxie, necitlivost končetin, parestézie, svalová slabost, pocení rukou, malátnost, ospalost a účinky na reprodukci. Akrylamid je dle Institutu potenciální profesní karcinogen.